# Pickslanting
Pickslanting ist eine Technik, die verwendet wird, um Gitarrennoten mit einem Plektrum zu spielen.
Die Grundidee hinter Pickslanting ist, dass das Plektrum so geneigt wird, dass es die Saiten in einer bestimmten Weise schneidet, um ein flüssiges und schnelles Spiel zu ermöglichen. Dies ist besonders wichtig bei schnellen Passagen oder Läufen, bei denen eine ineffiziente Technik dazu führen kann, dass das Spiel ins Stocken gerät oder sogar falsche Töne gespielt werden.

## Funktionsweise
Anstatt das Plektrum senkrecht zu den Saiten zu halten, wird es um etwa 45 Grad geneigt. Die Art und Weise, wie das Plektrum geneigt wird, bestimmt, ob es sich um eine „Upward Pickslanting“ (UWPS) oder „Downward Pickslanting“ (DWPS) handelt.
Bei der DWPS zeigt die Pickspitze und die Innenseite der Hand nach unten, während der Unterarm vom Spieler aus sichtbar ist. Bei der UWPS zeigt die Pickspitze nach oben und der Oberarm ist sichtbar. Die Bewegungen der Hand sind beim Pickslanting nicht nur auf- und abwärts, sondern auch seitlich, in einem Winkel von etwa 45 Grad, was dem Plektrum eine bessere Kontrolle und Geschwindigkeit ermöglicht.